# متروی سالوادور
متروی سالوادور (انگلیسی: Salvador Metro) سیستم قطار شهری برقی در شهر سالوادور، برزیل است.
این مترو که در تاریخ ۱۱ ژوئن ۲۰۱۴ تأسیس شده، دارای ۱ خط، ۸ ایستگاه و ۱۱٫۹ کیلومتر طول می‌باشد.

## نگارخانه

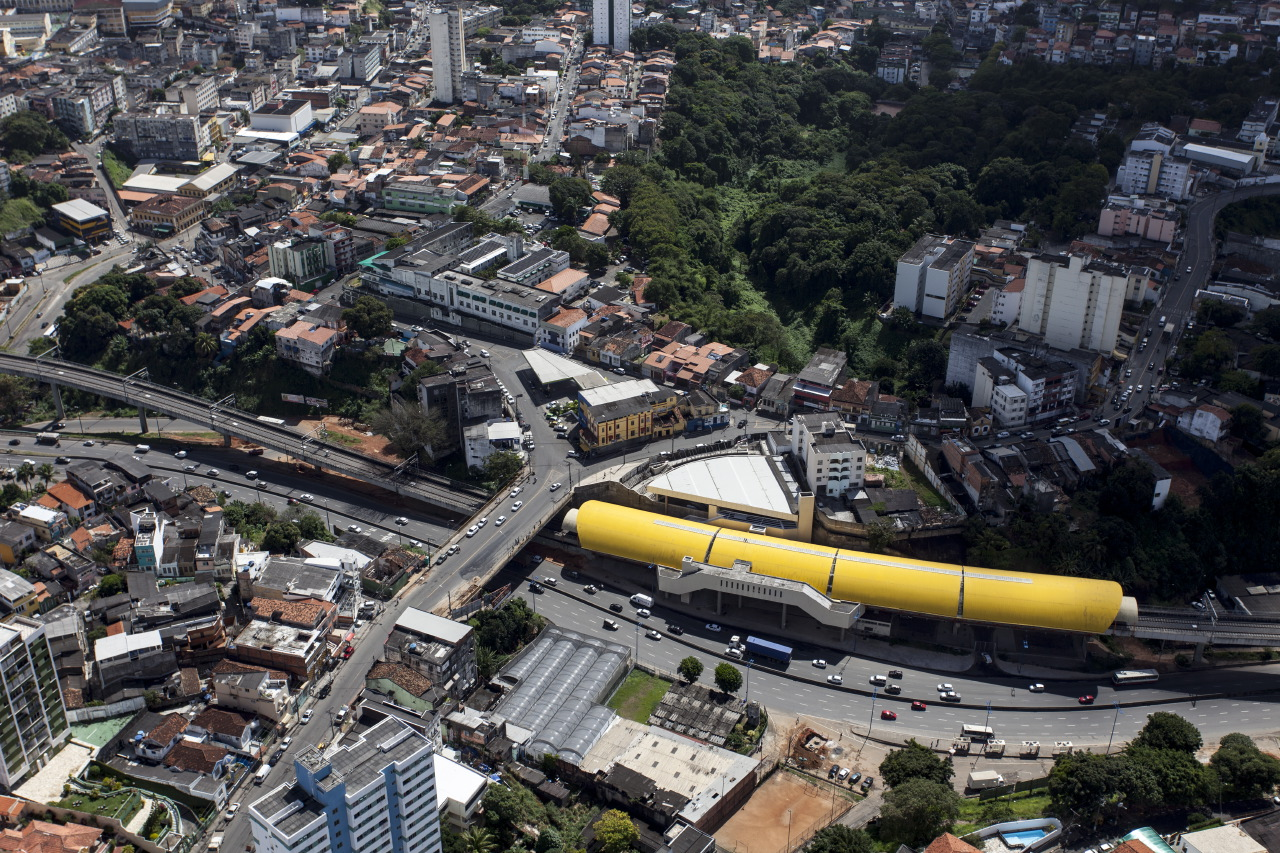
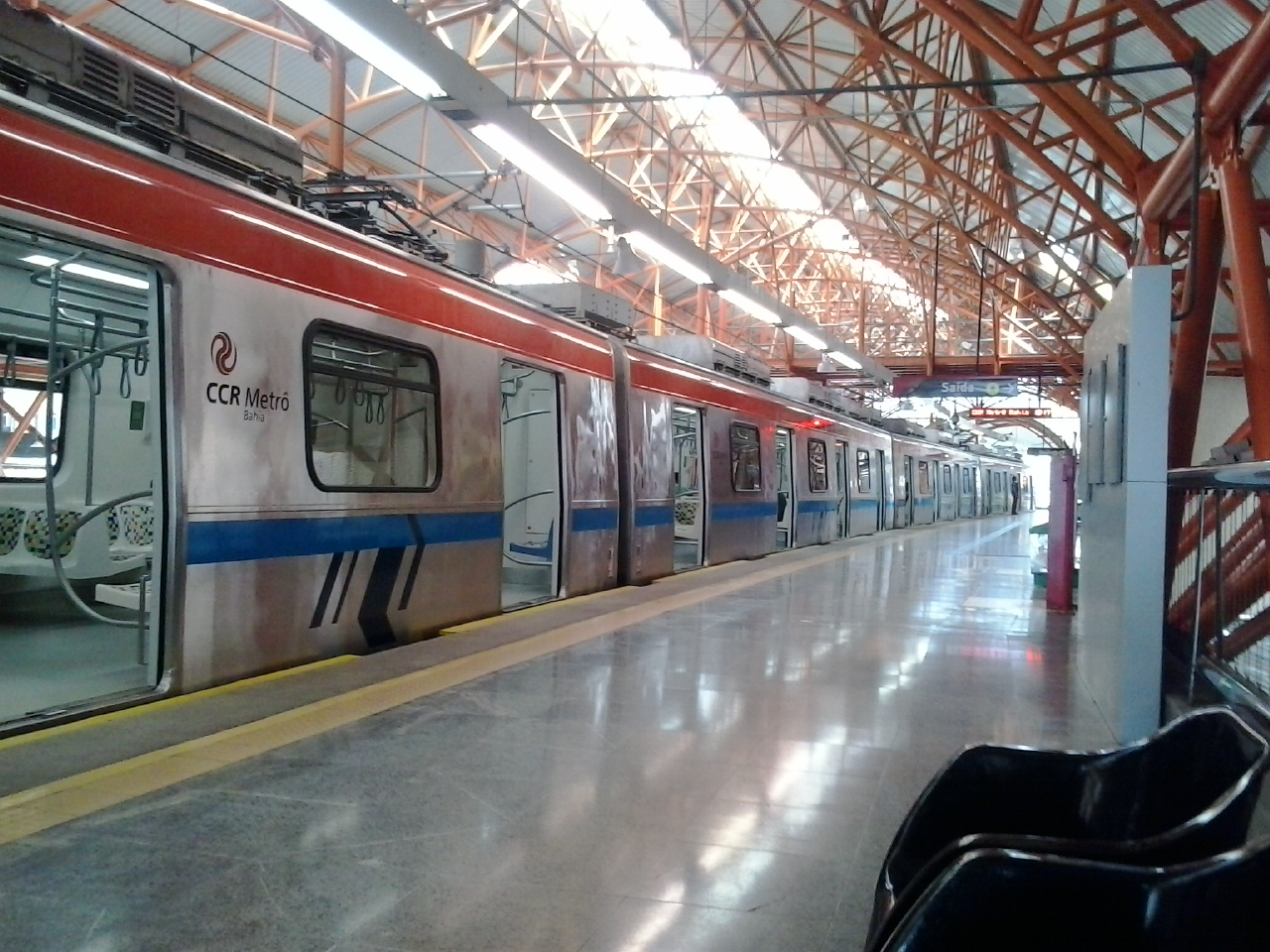
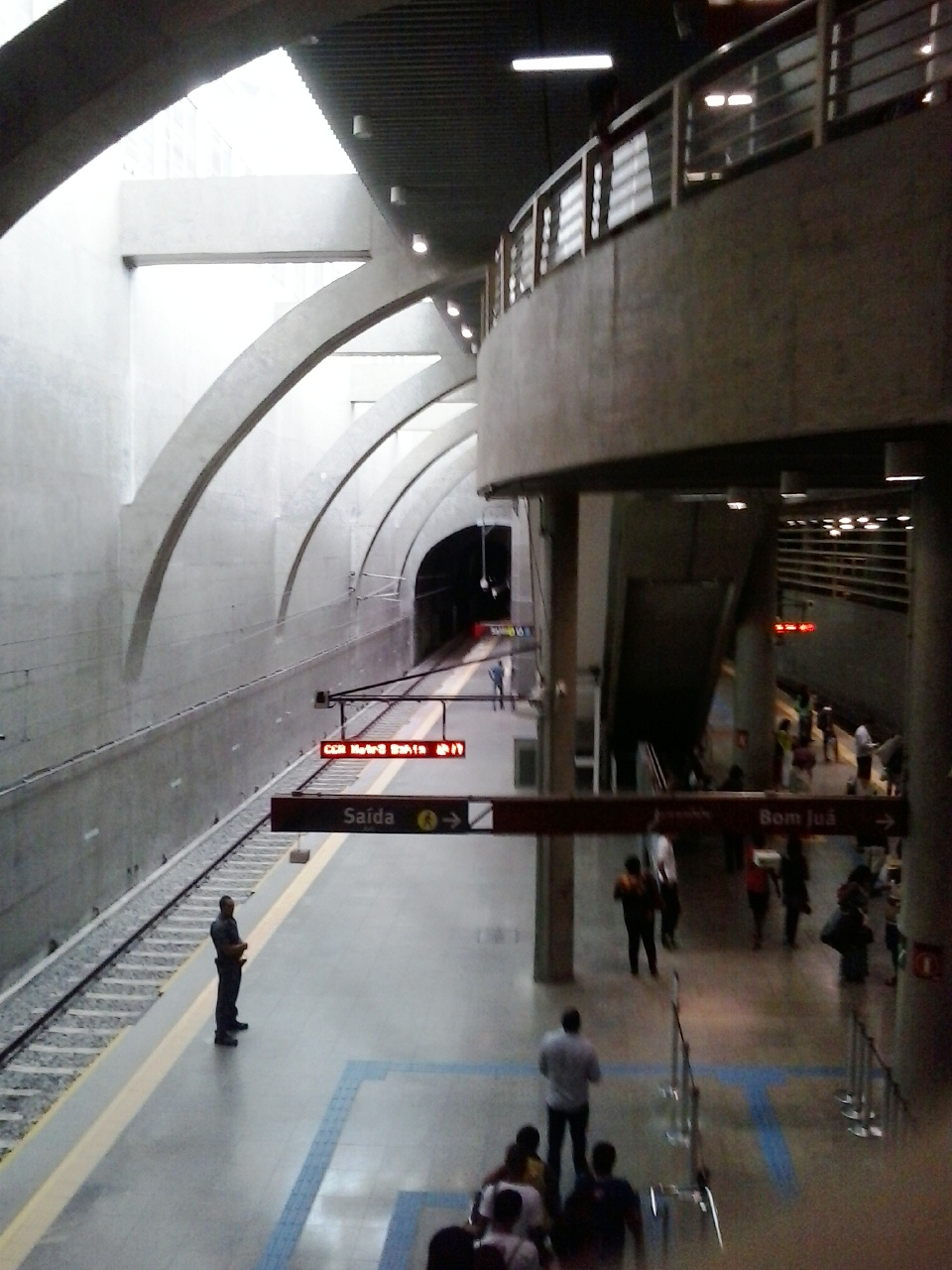